# Дрен
Дрен (болг. Дрен) — село в Болгарии. Находится в Перникской области, входит в общину Радомир. Население составляет 1200 человек[когда?].

## Политическая ситуация
В местном кметстве Дрен, в состав которого входит Дрен, должность кмета (старосты) исполняет Цветан Станимиров Азманов (Болгарская социалистическая партия (БСП)) по результатам выборов.
Кмет (мэр) общины Радомир — Красимир Светозаров Борисов (Болгарская социалистическая партия (БСП)) по результатам выборов.